# Cynophalla flexuosa
Cynophalla flexuosa är en kaprisväxtart som beskrevs av Jan Svatopluk Presl. Cynophalla flexuosa ingår i släktet Cynophalla, och familjen kaprisväxter. Inga underarter finns listade i Catalogue of Life.